# فريمان (ويسكونسن)
فريمان (بالإنجليزية: Freeman, Wisconsin) هي بلدة تقع بولاية ويسكونسن في الولايات المتحدة. تبلغ مساحتها 201.2 (كم²)، وترتفع عن سطح البحر 269 م، بلغ عدد سكانها 719 نسمة في عام 2000 حسب إحصاء مكتب تعداد الولايات المتحدة وتصل الكثافة السكانية فيها 4.1 نسمة/كم2.

## وصلات خارجية
- http://www.freemantownship.com نسخة محفوظة 23 أكتوبر 2013 على موقع واي باك مشين.
- The US50 - Cities and Towns in Wisconsin State
- Wisconsin Cities and Towns, Facts, Map, Flag, Colleges, Government, and More